# Европейски път Е84
Европейски път Е84 е част от европейската пътна мрежа. Той свързва градовете Кешан и Силиврия в Турция. Дълъг е 163 км.
Пътят минава през град Текирдаг.